# Библиотеки Москвы
Библиоте́ки Москвы́ — библиотеки, расположенные на территории города Москвы.

## История

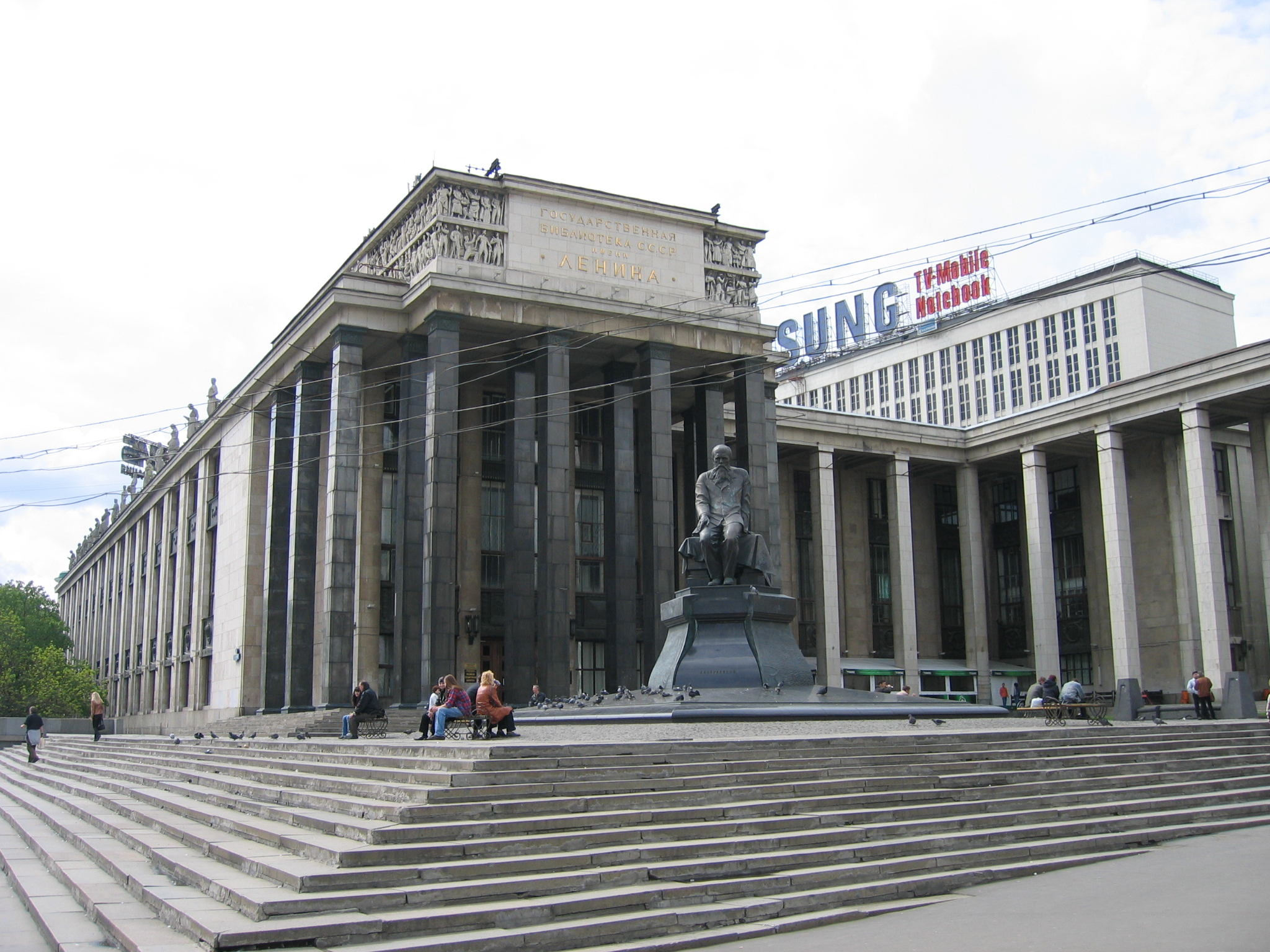
Российская государственная библиотека

Потребность в чтении книг в Москве существовала издавна. В XI веке  в Москве при Андрониковом, Богоявленском, Даниловом, Заиконоспасском, Симоновом, Чудовом монастырях возникли первые московские библиотеки. Во время пожаров в Москве как в те далекие времена, так и настоящее время (библиотека ИНИОН РАН) гибли как сами библиотеки, так и их фонды.
Библиотеки имелись у князей Ивана I Калиты и Василия III, царя Ивана IV Грозного, у московских патриархов (Патриаршья библиотека), у приказов: Аптекарского, Посольского, Пушкарского, при учреждениях: Типографская при Печатном дворе и др. Интерес к библиотеке царя Ивана IV Грозного существует до сих пор, хотя с XVII века о ней ничего неизвестно. Известны частные библиотеки В. В. Голицына, А. С. Матвеева, Симеона Полоцкого и др. В 1687 году открылась Славяно-греко-латинская академия, при ней была создана библиотека религиозных, философских, филологических и других книг.
С развитием учебных заведений, в них с XVIII века также появились библиотеки. Первыми из них были библиотеки Медико-хирургической школы за Яузой, Навигацкой в Сухаревой башне, Московского университета (открылась в 1756 году). В пожаре 1812 года погибло много московских библиотек.
В 1706 году по указу Петра I книгоиздатель В. А. Киприанов основал книжный склад при типографии  — библиотеку, которой было разрешено собирать и продавать русские и иностранные книги, сам Киприанов получил звание библиотекаря. Он же, а затем его сын, В. В. Киприанов организовали «Публичную всенародную библиотеку». Проект был одобрен в 1727 году, но сведений о деятельности этой библиотеки не сохранилось.
Во 2-й половине XVIII века в Москве появляются первые коммерческие публичные библиотеки, самой первой из которых считается библиотека для чтения, открытая в 1783 г. Любимом Рамбахом на Петровке, а  второй — библиотека книгоиздателя С. И. Селиванова. Кроме того из частных библиотек XIX века известны библиотеки при типографиях и книжных лавках Н. Н. и П. И. Глазуновых, Салаевых, Н. Н. Улитина, В. В. Логинова, Н. А. Челахова, Е. А. Наливкиной, А. Ф. Черенина и др. В дореформенный период коммерческие библиотеки были наиболее доступны для читающей публики, так как школьными, вузовскими, научными и другими специальными библиотеками могли пользоваться только учащиеся, студенты, преподаватели, специалисты и служащие. Ни городской, ни губернской библиотеки в Москве не было. Плата за пользование, как правило, не превышала платы в публичных библиотеках, открытых по разрешению правительства в губернских городах. Подписчиком мог стать любой читатель, в том числе и не из Москвы. К началу 60-х годов XIX века количество русских и иностранных библиотек и кабинетов для чтения в Москве превысило 30, к началу XX века — 60.
В XIX веке появились научные библиотеки: Общества истории и древностей российских, Общества любителей российской словесности, обществ антропологии, русских врачей и др.), библиотеки при гимназиях и ВУЗах, при Политехническом и Историческом музеях, при монастырях — Библиотека церковной печати Хлудовых при Никольском Единоверческом монастыре).
1 июля 1862 года по распоряжению императора Александра II «Положение о Московском публичном музеуме и Румянцевском музеуме» в Москве был открыт общедоступный музей. При нем была бесплатная публичная библиотека, включающая в себя отделения рукописей, редких книг, христианских и русских древностей, изящных искусств, этнографическое, нумизматическое, археологическое, минералогическое. В 1863 году здесь был открыт читальный зал.
Согласно «Городовому положению» 1870 года к полномочиям Городской думы было отнесено устройство библиотек. С этого момента появляются городские бесплатные общедоступные библиотеки. В Москве первая такая библиотека открылась в январе 1885 года (первая в стране — в сентябре 1884 года в Томске). Это была читальня И. С. Тургенева. В конце XIX века в Москве было 40 общедоступных библиотек, а к 1914 году — 160, в 1919 — 480. В 1916 году было создано Русское библиотечное общество.
Точных сведений о том, сколько библиотек было в Москве в начале XX века нет, так как они подчинялись разным ведомствам. По данным 
Д. В. Вальденберга, в 1910 г. в Москве было 163 библиотеки, в том числе 59 коммерческих, 20 народных библиотек и читален, 27 библиотек попечительств о народной трезвости и винных складов, 38 — обществ служащих, благотворительных и т. п., 7 научных и специальных, 1 профсоюзная и 11 прочих, но и эти цифры нельзя считать полными. Наиболее значимой из библиотек клубов и обществ была библиотека Английского клуба, открытая в 1812 г. и насчитывавшая к началу XX века свыше 40 тысяч томов. После 1906 г. свои библиотеки создавали общества студентов, торговых служащих, железных дорог и др. Существовали такие библиотеки на членские взносы. Эта практика была полностью прекращена после 1917 года, за исключением железнодорожных библиотек. Городская дума открыла к 1917 г. 16 народных библиотек, из них 2 читальни (им. И. С. Тургенева и А. Н. Островского).
1 января 1919 года была открыта Московская центральная публичная библиотека.
В первые годы Советской власти в Москве были созданы специализированные библиотеки: Социалистической академии общественных наук (1918), Медицинская библиотека (1919), Библиотека Института К. Маркса и Ф. Энгельса (1919), Библиотека имени Н. А. Некрасова (1919), Библиотека Института красной профессуры, Государственной центральной книжной палаты (1921), театральная (1922), Неофилологическая (1921), Политехническая библиотека (1923), справочная Наркомпроса РСФСР (1925), справочная ВАСХНИЛ (1930), а к 1934 году в Москве работало 2253 библиотек.
До начала Великой Отечественной войны в Москве работали 102 библиотеки — 98 районных и четыре городских, помимо крупнейших библиотек страны (Библиотеки им. В. И. Ленина, Исторической библиотеки, Библиотеки иностранной литературы и др.). Постановлением Мосгорисполкома от 22 октября 1941 г. сеть библиотек была передана в Мосгороно. Большими были потери книжных фондов московских библиотек: часть книг осталась на руках у читателей, часть была передана в части Красной Армии, госпитали.  В отчёте за 1941 г. имеется информация, что выбыло 132 тысячи книг, число библиотечных работников уменьшилось с 742 до 395 человек. В 15 библиотеках в 1941 г. были уничтожены читательские абонементы и книжные формуляры. В ряде библиотек исчезла учетная документация. Наиболее ценные книги библиотекари вывозили в безопасные места. В читальных залах соблюдались противопожарные меры: стояли ящики с песком, бочки с водой. На базе библиотек были созданы агитпункты. В подшефных госпиталях устраивали громкие читки для раненых, организовывали книжные выставки, праздничные мероприятия. В 1941 г. библиотеками было организовано 3780 выставок, 275 библиографических обзоров, 32 читательские конференции. Читальные залы библиотек разместились в метро на станциях «Курская», «Охотный Ряд», «Площадь Революции», «Площадь Свердлова».
После войны в Москве начали работу крупные библиотеки: Центральная библиотека для слепых (1954), Научно-техническая библиотека (1958), Юношеская библиотека (1966), Детская библиотека (1969). В 1996 году в Москве работало около 450 библиотек.

## Современность
По состоянию на 2015 год в Москве действовало 488 городских библиотек, которые разделяли на специализированные (нотные, исторические, научно-технические и другое), детские, юношеские, взрослые и читальни для инвалидов по зрению. Среди библиотек, подведомственных Департаменту культуры города Москвы, выделяли также на самостоятельные и централизованные. За 2019 год общее число посетителей в них превысило миллион человек. Наибольшей популярностью пользовались Центральная библиотека имени Некрасова (более 170 тысяч посетителей), Библиотека-читальня имени Тургенева (более 100 тысяч посетителей) и Мемориальный музей и научная библиотека «Дом Гоголя» (более 100 тысяч посетителей).
Кроме того, в городе действовали библиотеки при учебных заведениях, предприятиях города, частные и государственные читальни. Так, крупнейшими федеральными библиотеками являются: Российская государственная библиотека (библиотека им. В. И. Ленина), насчитывающая 29 миллионов единиц хранения; библиотека ИНИОН РАН — 14 миллионов единиц хранения; Научная библиотека МГУ — 10 миллионов единиц хранения; Государственная публичная научно-техническая библиотека — 8 миллионов единиц хранения; Государственная публичная историческая библиотека России — 6 миллионов единиц. хранения; Всероссийская государственная библиотека иностранной литературы имени М. И. Рудомино — 5 миллионов единиц хранения; Всероссийская патентно-техническая библиотека (ВПТБ) ФИПС — более 100 миллионов документов, Центральная универсальная научная библиотека имени Н. А. Некрасова и другое.

#### Самостоятельные библиотеки Москвы
В Москве работают 10 самостоятельных библиотек, подведомственных Департаменту культуры города:
- Центральная городская деловая библиотека
- Библиотека искусств имени А. П. Боголюбова
- Библиотека-читальня имени И. С. Тургенева
- Центральная городская детская библиотека имени А. П. Гайдара
- Центральная городская молодёжная библиотека имени М. А. Светлова
- Центральная универсальная научная библиотека имени Н. А. Некрасова
- Библиотека-читальня имени А. С. Пушкина
- Дом Н. В. Гоголя — мемориальный музей и научная библиотека
- Библиотека истории русской философии и культуры «Дом А. Ф. Лосева».

### Централизованные библиотечные системы
С 2015 года правительство Москвы проводит активные кампании по популяризации библиотек. Так совместно на городском портале и платформе «Активный гражданин» и краудсорсинговой платформе «Город идей» было реализовано несколько краудсорсинг-проектов, направленных на поиск идей по благоустройству библиотечных пространств.
В октябре 2015 проведен проект «Московские Библиотеки», где проведена разработка плана развития библиотек и формирование единого стандарта. По итогам проекта было отобрано лучших 69 идей для реализации
В октябре 2021 проведен проект «Культура рядом», посвященный созданию и развитию районных коммуникационных центров, организуемых на базе культурных центров и библиотек. По итогам проекта было отобрано лучших 32 идей для реализации. 
В феврале 2024 проведен проект «Москва читающая», посвященный развитию библиотечной сферы. По итогам проекта было отобрано лучших 120 идей для реализации.
Для удобства читателей с 2016 года московские библиотеки работают в субботу и воскресенье, единый выходной — понедельник. Структурные подразделения получили возможность самостоятельно распоряжаться бюджетом, выявляя приоритетные потребности. В каждой библиотеке организовали обмен книгами, обустроили открытые доступы к Wi-Fi, запустили серии мастер-классов, лекций, тематических вечеров, встреч и внеклассных занятий для школьников, организовали возможность удалённого продления срока выдачи книг и дистанционного бронирования на определённый срок. В 2017 году запущена партнёрская программа «Грамотный кофе», позволяющая открывать при читальнях кофейни. Первое такое заведение появилось Библиотеке имени А. П. Чехова в Центральном округе Москвы. Одновременно проводилась программа по обновлению библиотечного фонда: введена система локальных закупок, запущен проект по закупке произведений лауреатов и номинантов международных премий. В результате политики городских властей удалось увеличить посещаемость библиотек, которая за 2017 год достигла 1,9 миллиона. Библиотекари выдали книги по запросам 23,8 миллиона раз.
По состоянию на 2018 год Московская библиотечная система являлась одним из крупнейших учреждений культуры в стране, её посещаемость превышала 1,4 миллиона человек. Она включала 275 библиотек, расположенных по 441 адресу. 54 площадки носили тематический характер и были оформлены в рамках проекта «Точки роста». Общий фонд библиотек насчитывал более 19,7 миллиона изданий. Кроме того, читальни предоставляли бесплатный доступ к электронным ресурсам: «ЛитРес», «Букмейт», НЭБ, а также справочно-правовым базам «Гарант» и «КонсультантПлюс», электронным базам диссертаций и другое. Работники учреждений вели более 725 кружков и образовательных курсов.
Центральный АО
Библиотечная система Центрального административного округа была создана в 2013 году и включает 21 библиотеку. Их сотрудники ведут около 150 клубов, кружков и творческих объединений, которые регулярно посещают более 3 тысяч жителей. Среди детских библиотек действует тематическая площадка Библиотека имени Антуана де Сент-Экзюпери.
Северный АО
На севере города действует 27 библиотек, 7 из которых ориентированы на детей. Методическим центром для взрослых читален является Центральная библиотека № 21, расположенная на улице Клары Цеткин, для детских — Центральная детская библиотека имени И. З. Сурикова на Михалковской улице. Именные библиотеки САО г. Москвы: Детская библиотека № 22 им. Л. Кассиля, Библиотека № 23 им. М. Горького,  Библиотека № 24 им. Назыма Хикмета, Библиотека № 25 им. Вс. Иванова,  Библиотека № 33 им. Д. А. Фурманова,  Библиотека № 34 им. А. Вознесенского,  Библиотека №36 - Культурный центр им. Ф. Искандера,  Библиотека № 42 им. А. П. Платонова,  Детская библиотека № 43 - Культурный центр им. В.Ю. Драгунского,  Библиотека № 44 им. В.Г. Короленко,  Центральная детская библиотека № 46 им. И.З. Сурикова.
Северо-Восточный АО
Централизованная библиотечная система Северо-Восточного административного округа включает 21 взрослую и 1 детскую библиотеку. В 2015 году их общий фонд превысил 1,9 миллиона экземпляров, а количество посетителей достигло 1,2 миллиона человек. Каждая площадка характеризуется уникальной направленностью культурно-просветительской работы, которая определяет тематику кружков и лекториев, проводимых в библиотеках.
Восточный АО
Централизованная библиотечная система Восточного административного округа включает 35 библиотек, 6 из которых ориентированы на детскую аудиторию. Округ стал первым, где в 2017 году была запущенна обновлённая концепция московских тематических читален. В рамках программы начали работать библиотека с театральной площадкой «Свободный, 24» и библиотека аэрокосмической направленности «Небо».
Юго-Восточный АО
На Юго-Востоке города  расположено 32 библиотеки. Именные библиотеки ЮВАО г. Москвы: Библиотека № 118 имени В.Н. Соколова, Библиотека № 122 имени Александра Грина, Детская библиотека № 128 - Культурный центр имени М.А. Шолохова. Возглавляет ЦБС ЮВАО кандидат исторических наук, писатель Сергей Владимирович Чуев.  Совместно с образовательными организациями библиотеки организуют лектории, литературно-музыкальные вечера, в летние месяцы — выездные площадки. С 2019 года библиотеки ЮВАО проводят общегородской фестиваль-праздник "Книжкины именины" в рамках недели детской книги имени Л. Кассиля. .
Южный АО
Централизованная библиотечная система Южного административного округа включает 32 библиотеки, из них 9 ориентированы на детскую аудиторию. Методическим центром системы взрослых библиотек является Библиотека имени Льва Толстого, системы детских — Центральная детская библиотека № 152. Фонд читален насчитывает более 1,8 миллиона изданий, ежегодное количество читателей составляет около 150 тысяч человек. Все библиотеки представляют культурно-досуговые услуги (проводят лекции и практикумы, участвуют в городских акциях «Библионочь», «Тотальный диктант», «Ночь в музее» и другое), но каждая также реализует самостоятельные культурные программы. Например, читатели могут посещать организованные при библиотеках музеи авиации и космонавтики, русской народной культуры, боевой славы.
Юго-Западный АО
К Юго-Западному административному округу относят 29 библиотек, среди которых только Культурный центр Агнии Барто ориентирован на детскую аудиторию. Читальни и их подразделения расположены по 40 адресам в пределах округа, сотрудники осуществляют доставку литературы людям с ограниченными возможностями, проводят музыкальные и образовательные мероприятия.
Западный АО
На западе города расположено 28 библиотек, а также читальня в Культурном центре «Внуково». В округе открыта первая Smart-библиотека (Центральная библиотека № 197 им. А.А. Ахматовой).
Северо-Западный АО
На Северо-Западе столицы действуют 24 библиотеки, сотрудники которых регулярно проводят общественные субботники, раздачу подарков пенсионерам, бесплатные раздачи списанных книг и другие просветительские акции. В рамках программы обновления московских библиотек на северо-западе запущены тематическая читальня «Графические истории» и площадка TechnoScience, направленная на поддержку научной и творческой активности молодёжи.
Зеленоградский АО
Централизованная библиотечная система Зеленоградского административного округа включает шесть учреждений, обслуживающих взрослое население и одну детскую библиотеку. Помимо просветительской работы, сотрудники проводят встречи с общественными и культурными деятелями, кружки и музыкальные вечера.
Новомосковский АО
К Централизованной библиотечной системе «Новомосковская» относятся 11 отделений.

### Единая библиотечная информационная система
Проект Единой автоматизированной библиотечной информационной системы (ЕАБИС) был разработан в 2018 году Департаментом информационных технологий совместно с Департаментом культуры. Он объединил московские библиотеки в единую сеть с общим каталогом изданий. Система призвана оптимизировать и автоматизировать работу городских читален, внедрить общую электронную систему регистрации и учёта экземпляров. Для этого библиотекари наносят на каждую книгу штрихкод, который содержит библиографические данные и информацию о принадлежности издания. Это позволяет им отслеживать наличие книг в конкретных подразделениях, а пользователям возвращать литературу в любой библиотеке города. Кроме того, сотрудники отмечают отдельные издания радиочастотными RFID-метками, позволяющими посетителям самостоятельно искать книги с помощью станций самообслуживания, установленных в залах.
Реализацию проекта правительство Москвы начало в 2018 году с внедрения Единых читательских билетов (ЕЧБ) в 51 библиотеке Северного и Зеленоградского округов. Новый формат позволил гражданам, прописанным в Москве, пользоваться услугами городских библиотек ЕАБИС без регистрации в каждой в отдельности. Читательский билет нового образца представляет собой пластиковую карту, дизайн которой был разработан при участии более 200 тысяч пользователей платформы «Активный гражданин». Билет выдают в момент регистрации в районной библиотеке при наличии паспорта. Он содержит информацию о личных данных пользователя и списке книг, за ним числящихся.
На начало 2020 года к ЕАБИС было подключено 407 городских библиотек. За время проведения акции билет оформило более 320 тысяч человек, которым было выдано свыше 4,7 миллиона книг. Около 10 тысяч пользователей программы связало билет с Картой москвича. 
С февраля 2021 года ЕЧБ можно воспользоваться во всех библиотеках города. 
С 20 декабря 2021 года можно оформить электронный ЕЧБ на портале Мэра и Правительства Москвы.

## Крупные проекты библиотек Москвы
- Портал библиотек Москвы

- Неделя детской книги "Книжкинины именины" им. Л.А. Кассиля

Ежегодно проводимое всесоюзное, а с 1991 года всероссийское мероприятие, направленное на популяризацию детской книги. Позже мероприятию было присвоено имя автора названия "Книжкины именины", для праздника, который проводился во время недели детской книги - Льву Кассилю.
- «Точки роста»

Централизованные библиотечные системы предлагают концепции развития с учётом пожеланий жителей районов, определяют тематику, находят партнёров и делают первые шаги в выбранном направлении. В рамках первого этапа (лето 2017-го — лето 2018 года) в каждом административном округе выбрано три — семь библиотек. Всего в проекте участвуют 54 библиотеки. Из них 11 уже работают согласно разработанным концепциям, посвященным авиации, высоким технологиям, комиксам, ремеслам и другим темам.
- «Встречи с писателями»

С февраля 2018 года в библиотеках реализуется проект «Встречи с писателями». Пообщаться с любимым автором, задать ему интересующие вопросы и взять автограф можно было и раньше, но теперь эти встречи носят более системный характер. В течение года в библиотеках состоится более 150 встреч. Среди писателей Алексей Иванов, Сергей Самсонов, Илья Будрайтскис, Ксения Драгунская, Тим Скоренко и др.
Фонды городских читален регулярно пополняются актуальными новинками. Некоторые современные российские бестселлеры уже стоят на полках библиотек — с ними можно ознакомиться в читальном зале или взять их домой.
- Списанные книги

Столичные библиотеки проводят ревизию фондов примерно два-три раза в год. Специалисты оценивают, какие книги нуждаются в замене, и тогда их списывают, чтобы закупить новые. Редкие экземпляры и книжные новинки списанию не подлежат. В библиотеках появляются переиздания классиков, книжные новинки, современная научно-популярная литература, а ветхие, невостребованные или дефектные издания находят своего читателя благодаря порталу списанные-книги.рф.
Портал списанные-книги.рф был запущен 6 июня 2017-го на фестивале «Красная площадь».
Понравившуюся книгу можно забронировать и получить в библиотеке. Бронь действует три дня. Поиск работает по автору, названию, библиотеке и отрасли знания. У читателей есть доступ к художественной, учебной и научной литературе. Перечень книг на портале пополняется приблизительно раз в полгода.
На портале можно было найти литературу разных жанров. Самыми популярными оказались художественные, детские, исторические книги, а также работы по литературоведению и техническим наукам. Среди писателей наибольшей популярностью пользовались Лев Толстой, Александр Пушкин, Антон Чехов, Владимир Ленин и Михаил Лермонтов.
Порталом могут воспользоваться не только частные лица, но и другие библиотеки, дома культуры, театры, общественные и коммерческие организации. В приоритете — госучреждения, им доступен так называемый обменный фонд. С помощью фонда одни читальни отдают ненужные экземпляры, а другие получают те издания, которых у них нет. Оставшиеся экземпляры предлагают коммерческим предприятиям — например, кафе, где есть книжные полки.
«Списанные книги» признан москвичами одним из самых популярных проектов 2017 года.
- Летние читальни

В городских парках библиотеки организуют летние читальни. В 2017 году их было 13, туда пришли 21,5 тысячи человек, что в два раза больше по сравнению с 2016-м (10,4 тысячи посетителей).
- Новогодние представления

В 2018 году со 2 по 8 января в 168 учреждениях состоялись бесплатные мастер-классы, концерты, представления и конкурсы. В 16 библиотеках проводились детские ёлки. Всего было организовано более 1,3 тысячи мероприятий, их посетили свыше 40,5 тысячи человек.